# Paranthura floridensis
Paranthura floridensis là một loài chân đều trong họ Paranthuridae. Loài này được Menzies & Kruczynski miêu tả khoa học năm 1983.